# تشارلز إم. فينلي
تشارلز إم. فينلي هو سياسي أمريكي، ولد في 25 فبراير 1899، وتوفي في 25 أغسطس 1958.